# Batrachotomus
Batrachotomus (лат.) — хищный архозавр триасового периода из клады Loricata. В род включают один вид — Batrachotomus kupferzellensis.

## История открытия
Впервые был обнаружен в 1977 году Иоганном Г. Вегелем возле Купферцелля (северный Баден-Вюртемберг, Южная Германия). Название связано с обнаруженными рядом костями мастодонзавров — предположительно основной пищей батрахотома. Описан Дэвидом Гоуером (en:David J. Gower) в 1999 году из среднего триаса (верхнего ладина — нижнего карния) Германии.

## Описание
Довольно крупное животное, около 6 метров длиной. Известно несколько частичных скелетов.
Череп высокий, сжатый с боков, прямоугольных очертаний, длиной более 50 см. Ноздря больше предорбитального окна, есть вдавление на нижнебоковой поверхности посторбитальной кости. Сочленение между премаксиллой и максиллой включает в себя маленькое отверстие. Задний отросток премаксиллы короткий, максилла достигает ноздри. Верхний край носовых и предлобных костей черепа несёт невысокие дорзолатеральные морщинистые гребни, есть невысокий сагиттальный гребень. У более крупных образцов гребень на костях черепа более выражен. Череп молодых особей более подвижен, у старых кинетика черепа почти утрачена. Зубы сжатые с боков, ножевидные, разного размера, некоторые — клыковидные.
3 крестцовых позвонка. Интерцентры позвонков отсутствуют. Есть «стопа» на лобковой кости. Лодыжка крокодиломорфная. Спинной панцирь состоит из двух рядов относительно узких скульптированных щитков, связанных передним отростком.
В целом животное чрезвычайно сходно с равизухиями Южной Америки: престозухом и заврозухом. Определённые черты сходства наблюдаются и с североамериканским постозухом. Все эти гигантские наземные хищники были широко распространены в середине-конце триаса, до расцвета динозавров. Эти животные были четвероногими, прямоходящими (за счет смещения вертлужной впадины). Почти наверняка они охотились на суше.
Сопутствующая фауна Купферцель-Бауэрсбаха включает мастодонзавра, капитозавра Kupferzellia, плагиозаврид, трематозаврида Trematolestes, метопозавра, двоякодышащих и лучепёрых рыб. Всё это водные животные, но не исключено, что наземный компонент фауны просто пока не известен. В последнее время появились сообщения о находке в местонахождении антракозавроморфа Bystrowiella, этозавров, мелкого «текодонта», сходного с эупаркерией.